# Ada Adler
Ada Adler (Frederiksberg, 18 febbraio 1878 – Copenaghen, 28 dicembre 1946) è stata una grecista, filologa classica e bibliotecaria danese.
È principalmente nota per la sua edizione critica dell'enciclopedia bizantina Suda (5 voll., 1928-1938), che è ancor'oggi ritenuto il testo di base sull'opera.

## Biografia
Nacque da Bertel David (Adler) ed Elise Johanne, nata Fraenckel. La sua famiglia era di alto rango sociale e ben collegata. Suo nonno, David Baruch Adler, fu un ricco banchiere e politico. Sua zia, Ellen Adler Bohr, era la madre di Niels ed Harald Bohr. Attraverso i Bohr, era imparentata anche con lo psicologo Edgar Rubin.
La prima formazione di Adler avvenne alla scuola di Miss Steenberg e poi alla scuola di Natalie Zahle, dove studiò greco antico con Anders Bjørn Drachmann a partire dal 1893. Successivamente frequentò l'Università di Copenaghen, dove continuò a studiare religione greca e comparazionismo con Drachmann, e anche con il professor Vilhelm Thomsen. Nel 1906 completò la sua tesi di laurea sull'antica religione greca e ricevette un premio dalla Società filologica storica per la ricerca sul mito di Pandora. Nel 1912, dopo aver terminato il corso magistrale, si recò a Vienna per studiare, e durante la sua permanenza in Austria pubblicò diversi articoli sulla religione greca, completando, al contempo, ricerche e scritti per l'opera enciclopedica Pauly-Wissowa.
Nel 1901 sposò il filosofo danese Anton Thomsen, che conobbe ad una cena il 20 marzo del 1897. Thomsen conservò un resoconto di questo primo incontro nel suo diario, ricordando quanto ne rimase colpito, anche se in seguito divorziarono, nel 1912.
Durante la seconda guerra mondiale fu evacuata in Svezia assieme ad altri ebrei danesi. Insegnò greco nella scuola danese di Lund.
È sepolta al Mosaisk Vestre Begravelsesplads, vicino alla capitale Copenaghen.

## Carriera
È conosciuta soprattutto per la sua edizione di critica della Suda, che pubblicò in 5 volumi a Lipsia tra il 1928 e il 1938. Le sue ricerche la portarono a Roma e Firenze tra il 1913 e il 1914 e poi Parigi, Venezia, Oxford e ancora Firenze tra il 1919 e 1920. Ha anche contribuito con diversi articoli e voci alla Realencyclopädie di Pauly-Wissowa. Nel 2016, la Oxford University Press ha pubblicato una raccolta di saggi in onore di classiciste donne. Il capitolo su Adler è stato scritto da Catharine Roth, attuale caporedattrice del Suda On Line Project; Roth contestualizza il contributo fondamentale di Adler allo studio della Suda come un metodo di catalogazione dettagliato che nel XIX secolo veniva concesso alle donne (mentre gli uomini svolgevano le ricerche originali più "interessanti"), ma che in realtà era cruciale per consentire ulteriori ricerche (sebbene all'epoca la stragrande maggioranza della catalogazione accademica fosse effettuata anche da uomini). Lo studioso classico William Calder, professore emerito di studi classici presso l'Università dell'Illinois ad Urbana-Champaign, definì Adler «incontestabilmente la più grande filologa mai vissuta». Lo studioso classico tedesco Otto Weinreich, che visse più o meno contemporaneo ad Adler, definì la sua edizione della Suda "bewundernswert" (degna di ammirazione) nel 1929, poco dopo la pubblicazione del primo volume.
Nel 1916 pubblicò un catalogo dei manoscritti greci della Biblioteca reale della Danimarca. La collezione era stata compilata da Daniel Gotthilf Moldenhawer, che fu il capo bibliotecario nel XVIII secolo. Adler era convinto che alcuni dei manoscritti in esso contenuti fossero stati rubati da Moldenhawer dalle biblioteche di altre parti d'Europa. Nel 1931 le fu assegnato il Tagea Brandt Rejselegat, un premio danese per i risultati ottenuti dalle donne nell'arte e nella scienza. Al culmine della sua carriera professionale, aveva compiuto notevoli progressi verso una prima edizione dell'Etymologicum Genuinum, progetto successivamente proseguito sotto la direzione di Klaus Alpers.

## Opere
- 1914: Die Commentare des Asklepiades von Myrlea, Hermes 49.1, pagg. 39-46.
- 1916: Catalogue supplémentaire des manuscrits grecs de la Bibliothèque Royale de Copenhague.
- 1917: D. G. Moldenhawer og hans haandskriftsamling, Copenhagen .
- 1920: Den græske litteraturs skæbne i oldtid og middelalder, Copenaghen.
- 1928-1938: Suidae Lexicon. Leipzig, B. G. Teubner, 5 voll.
- 1932: Die Homervita im Codex Vindobonensis Phil. 39, Hermes 67.3, pagg. 363-366.